# Antoine Waechter
André Waetcher (Mülhausen, 1949) és un polític ecologista alsacià. Als 16 anys es va fer vegetarià i fundà la secció dels Joves Amics dels Animals. Va fer tesis doctorals sobre el turó comú i la fagina i el 1967 s'implicà en la defensa del medi natural a les zones industrials. El 1973 fundà amb Solange Fernex el primer grup ecologista, i el 1974 donà suport a la candidatura presidencial de René Dumont. El 1984 fou un dels quatre portaveus nacionals de Les Verts i el 1988 el presentaren com a candidat a les eleccions presidencials franceses de 1988, en les que va obtenir el 3,78% dels vots.
El març de 1989 fou escollit regidor de Mulhouse i tres mesos més tard eurodiputat. A les eleccions regionals de 1992 fou escollit membre del Consell Regional d'Alsàcia per la coalició dels Verds i Generació Ecològica fins al 1998. El 1994 va abandonar els Verds per a fundar el Moviment Ecologista Independent (MEI).
El 2005 es manifestà contrari al Tractat pel qual s'establix una Constitució per a Europa i el MEI el presentà novament com a candidat a les eleccions presidencials franceses de 2007, tot i que al final no va reunir les signatures suficients i acabà donant suport François Bayrou. Des del 2001 és regidor de Fulleren.